# Paraplectana
Genre
Synonymes
- Peniza Thorell, 1868

Paraplectana est un genre d'araignées aranéomorphes de la famille des Araneidae.

## Distribution
Les espèces de ce genre se rencontrent en Afrique subsaharienne et en Asie.

## Liste des espèces
Selon World Spider Catalog (version 23.5, 04/09/2022) :
- Paraplectana coccinella (Thorell, 1890)
- Paraplectana duodecimmaculata Simon, 1897
- Paraplectana gravelyi (Tikader, 1961)
- Paraplectana hemisphaerica (C. L. Koch, 1844)
- Paraplectana kittenbergeri Caporiacco, 1947
- Paraplectana magnaculata Lin & Li, 2022
- Paraplectana mamoniae Basumatary & Brahma, 2019
- Paraplectana multimaculata Thorell, 1899
- Paraplectana rajashree Ahmed, Sumukha, Khalap, Mohan & Jadhav, 2015
- Paraplectana sakaguchii Uyemura, 1938
- Paraplectana thorntoni (Blackwall, 1865)
- Paraplectana tsushimensis Yamaguchi, 1960
- Paraplectana walleri (Blackwall, 1865)

## Systématique et taxinomie
Ce genre a été décrit par Brito Capello en 1867 dans les Epeiridae.
Peniza a été placé en synonymie par Simon en 1895.

## Publication originale
- Brito Capello, 1867 : Descripçao de algunas especies novas ou pouco conhecidas de Crustaceo e Arachnidios de Portugal e possessoes portuguezas do Ultramar. Memórias da Academia das Ciências de Lisboa, (N.S.), vol. 4, no 1, p. 1-17.